# Муромцев, Александр Сергеевич
Муромцев Александр Сергеевич (род. 5 июня 2006, Москва), также известный как Алекс — член юношеской сборной России по игре Го. Уровень 7 дана.

## Биография
Об игре Го узнал в школе. Учительница начальных классов показывала детям мультфильм «Хикару и Го». Нашёл в интернете сведения об игре и вдохновился достижениями российских игроков Ильи Шишкина и Александра Динерштейна и решил начать играть.
Начал заниматься Го в 2017 году. Своим первым педагогом считает Р.М Сахабутдинова затем непродолжительное время занимался в центре «Лидер», у Санкина Т.В.
Первый официальный турнир в сентябре 2017 года. Затем с 2018 тренером и наставником Алекса становится А.Г. Динерштейн, который оказал на него большое влияние, как игрок и тренер!
В конце 2019 года Алекс едет в пекинскую школу Го по программе CEGO. После возвращения тренером становится Шикшин Илья.
Ранее занимался борьбой дзюдо в школе «Самбо-70», футболом, плаванием, настольным теннисом, баскетболом.
Изучает иврит и английский, любит литературу.

## Личные достижения
- Чемпион Европы до 16 лет.[1]
- 2-е место в Кубке России.
- 3-е место Чемпионате России[2]
- Чемпион Командного Чемпионата Москвы.[3][4]